# Famatina (departement)
Famatina is een departement in de Argentijnse provincie La Rioja. Het departement (Spaans:  departamento) heeft een oppervlakte van 4.587 km² en telt 6.371 inwoners.

## Plaatsen in departement Famatina
- Alto Carrizal
- Ángulos
- Antinaco
- Bajo Carrizal
- Campanas
- Chañarmuyo
- Famatina
- La Cuadra
- Pituil
- Plaza Vieja
- Santa Cruz
- Santo Domingo